# Juan Manuel Funes
Juan Manuel Funes Fernández (Cidade da Guatemala, 16 de maio de 1966) é um ex-futebolista guatemalteco, que atuava como meio-campista.
Revelado pelo Aurora FC, onde atuou entre 1983 e 1986, Memín conquistou os torcedores do Municipal, clube onde jogou por 11 anos (1986-1997), e também do Comunicaciones, grande rival dos Rojos. Pelos Cremas, jogou entre 2001 e 2003.
Já veterano, Funes passou ainda pelo Deportivo Jalapa antes de regressar ao Aurora em 2003, encerrando a carreira dois anos depois.

## Seleção
Com a Seleção Guatemalteca de Futebol, Funes estreou em 1985. No ano seguinte, conquistou a medalha de ouro nos Jogos Centroamericanos, e fez parte do elenco que disputou as Olimpíadas de 1988, em Seul.
Além de ter disputado a Copa Ouro da CONCACAF em 1996, 1998 e 2000, o meia participou de cinco eliminatórias para a Copa do Mundo (1986, 1990, 1994, 1998 e 2002), mas a Guatemala não chegou a se classificar para nenhuma edição.
Funes aposentou-se da Seleção em 2000, com 66 partidas disputadas e quinze gols marcados.